# Буркин, Коринн
Кори́нн Бу́ркин (нем. Corinne Bourquin, в замужестве Кори́нн Ги́гер-Бу́ркин, нем. Corinne Giger-Bourquin; род. 5 августа 1984, Базель) — швейцарская кёрлингистка и тренер по кёрлингу.

## Достижения
- Чемпионат Швейцарии по кёрлингу среди женщин: золото (2010, 2014).
- Чемпионат мира по кёрлингу среди юниоров: бронза (2001).

## Команды
| Сезон   | Четвёртый           | Третий                   | Второй             | Первый                   | Запасной                                                   | Турниры            |
| ------- | ------------------- | ------------------------ | ------------------ | ------------------------ | ---------------------------------------------------------- | ------------------ |
| 2000—01 | Янине Грайнер       | Кармен Шефер             | Jacqueline Greiner | Barbara Appenzeller      | Коринн Буркин тренер: Roland Müggler                       | ЧМЮ 2001           |
| 2001—02 | Коринн Буркин       | Stephanie Fonk           | Ирене Шори         | Yvonne Lüthi             | Валерия Шпелти тренер: Бетти Буркин                        | ЧМЮ 2002 (5 место) |
| 2003—04 | Коринн Буркин       | ?                        | ?                  | ?                        |                                                            | [ 2 ]              |
| 2007—08 | Биния Фельчер-Беели | Сандра Аттингер          | Ивонн Шлунеггер    | Коринн Буркин            |                                                            |                    |
| 2008—09 | Биния Фельчер-Беели | Сандра Рамштайн-Аттингер | Sibille Buhlmann   | Коринн Буркин            |                                                            |                    |
| 2009—10 | Биния Фельчер       | Коринн Буркин            | Sibille Bühlmann   | Сандра Рамштайн          | Ивонн Шлунеггер, Хайке Шваллер тренер: Гауденц Беели       | ЧШЖ 2010           |
| 2009—10 | Биния Фельчер-Беели | Коринн Буркин            | Хайке Шваллер      | Сандра Рамштайн-Аттингер | Мариса Винкельхаузен тренеры: Гауденц Беели, Lorne Hamblin | ЧМ 2010 (10 место) |
| 2011—12 | Коринн Буркин       | Fabienne Fürbringer      | Даниэла Рупп       | Сандра Рамштайн          | Янине Висс тренер: Бьорн Шрёдер                            | ЧШЖ 2012 (6 место) |
| 2012—13 | Сандра Рамштайн     | Даниэла Рупп             | Melanie Wild       | Янине Висс               | Lea Jauch, Коринн Буркин                                   | ЧШЖ 2013 (6 место) |
| 2013—14 | Биния Фельчер       | Ирене Шори               | Франциска Кауфман  | Кристине Урех            | Карол Ховальд, Коринн Буркин тренер: Гауденц Беели         | ЧШЖ 2014           |

(скипы выделены полужирным шрифтом)

## Результаты как тренера национальных сборных
| Год  | Турнир                                        | Сборная                 | Место |
| ---- | --------------------------------------------- | ----------------------- | ----- |
| 2011 | Чемпионат мира по кёрлингу среди юниоров 2011 | Швейцария (юниоры жен.) | 6     |